# سانونر
سانونر (به انگلیسی: Saoner) یک منطقهٔ مسکونی در هند است که در بخش ناگپور (هند) واقع شده‌است. سانونر ۱۵ کیلومتر مربع مساحت و ۲٬۳۰٬۰۰۰ نفر جمعیت دارد.